# Cerinza
Cerinza – miasto w Kolumbii, w departamencie Boyacá.